# Élections législatives de 1997 en Moselle
Les élections législatives françaises de 1997 se déroulent les 25 mai et 1er juin 1997. Dans le département de la Moselle, dix députés sont à élire dans le cadre de dix circonscriptions.

## Élus
| Circonscription | Député sortant      | Parti | Parti    | Député élu ou réélu | Parti | Parti         |
| --------------- | ------------------- | ----- | -------- | ------------------- | ----- | ------------- |
| 1re             | François Grosdidier |       | RPR      | Gérard Terrier      |       | PS            |
| 2e              | Denis Jacquat       |       | UDF (PR) | Denis Jacquat       |       | UDF (PR)      |
| 3e              | Jean-Louis Masson   |       | RPR      | Jean-Louis Masson   |       | RPR           |
| 4e              | Aloyse Warhouver    |       | MDR      | Aloyse Warhouver    |       | Divers gauche |
| 5e              | Jean Seitlinger     |       | UDF (FD) | Gilbert Maurer      |       | PS            |
| 6e              | Pierre Lang         |       | UDF (PR) | Roland Metzinger    |       | PS            |
| 7e              | André Berthol       |       | RPR      | André Berthol       |       | RPR           |
| 8e              | Jean Kiffer         |       | CNIP     | Jean-Marie Aubron   |       | PS            |
| 9e              | Jean-Marie Demange  |       | RPR      | Jean-Marie Demange  |       | RPR           |
| 10e             | Alphonse Bourgasser |       | app. UDF | Michel Liebgott     |       | PS            |

## Résultats

### Résultats à l'échelle du département
| Parti          | Parti                              | Premier tour | Premier tour | Second tour | Second tour | Sièges |
| Parti          | Parti                              | Voix         | %            | Voix        | %           | Sièges |
| -------------- | ---------------------------------- | ------------ | ------------ | ----------- | ----------- | ------ |
|                | Parti socialiste                   | 89 567       | 21,04        | 150 138     | 33,91       | 5      |
|                | Parti communiste français          | 21 739       | 5,11         |             |             | 0      |
|                | Divers gauche                      | 18 122       | 4,26         | 22 247      | 5,02        | 1      |
|                | Les Verts                          | 16 221       | 3,81         | 19 663      | 4,44        | 0      |
|                | Parti radical-socialiste           | 4 598        | 1,08         |             |             | 0      |
|                | Gauche plurielle                   | 150 247      | 35,30        | 192 048     | 43,38       | 6      |
|                |                                    |              |              |             |             |        |
|                | Rassemblement pour la République   | 76 677       | 18,01        | 126 418     | 28,55       | 3      |
|                | Union pour la démocratie française | 32 802       | 7,71         | 38 944      | 8,80        | 1      |
|                | La Droite indépendante             | 23 470       | 5,51         | 18 612      | 4,20        | 0      |
|                | Divers droite                      | 14 444       | 3,39         |             |             | 0      |
|                | Droite parlementaire               | 147 393      | 34,63        | 183 974     | 41,55       | 4      |
|                |                                    |              |              |             |             |        |
|                | Front national                     | 87 886       | 20,65        | 66 708      | 15,07       | 0      |
|                | Extrême gauche dont LO, PT et SÉGA | 21 903       | 5,15         |             |             | 0      |
|                | Divers écologiste dont MÉI et GÉ   | 15 433       | 3,63         | 0           |             |        |
|                | Divers                             | 2 526        | 0,59         | 0           |             |        |
|                | Extrême droite                     | 259          | 0,06         | 0           |             |        |
|                |                                    |              |              |             |             |        |
| Inscrits       | Inscrits                           | 688 874      | 100,00       | 688 836     | 100,00      | 10     |
| Abstentions    | Abstentions                        | 239 512      | 34,77        | 216 313     | 31,4        |        |
| Votants        | Votants                            | 449 362      | 65,23        | 472 523     | 68,6        |        |
| Blancs et nuls | Blancs et nuls                     | 23 715       | 5,28         | 29 793      | 6,31        |        |
| Exprimés       | Exprimés                           | 425 647      | 94,72        | 442 730     | 93,69       |        |

### Résultats par circonscription

#### Première circonscription (Metz-Ouest)
| Candidat       | Candidat                    | Parti          | Premier tour | Premier tour | Second tour | Second tour |  |
| Candidat       | Candidat                    | Parti          | Voix         | %            | Voix        | %           |  |
| -------------- | --------------------------- | -------------- | ------------ | ------------ | ----------- | ----------- |  |
|                | François Grosdidier sortant | RPR            | 12 321       | 28,78        | 19 025      | 41,03       |  |
|                | Gérard Terrier élu          | PS             | 10 329       | 24,13        | 20 410      | 44,02       |  |
|                | Guy Herlory                 | FN             | 8 651        | 20,21        | 6 929       | 14,94       |  |
|                | Patrick Abate               | PCF            | 4 020        | 9,39         |             |             |  |
|                | Erwin Brum                  | PRS            | 2 506        | 5,85         |             |             |  |
|                | Alain Monniaux              | LO             | 1 512        | 3,53         |             |             |  |
|                | Bernard Campani             | GÉ             | 1 027        | 2,4          |             |             |  |
|                | Hervé Colnot                | MÉI            | 808          | 1,89         |             |             |  |
|                | Alain Renault               | LDI (MPF)      | 756          | 1,77         |             |             |  |
|                | Christian Druelle           | SÉGA           | 620          | 1,45         |             |             |  |
|                | Christian Godot             | Extrême droite | 259          | 0,61         |             |             |  |
|                |                             |                |              |              |             |             |  |
| Inscrits       | Inscrits                    | Inscrits       | 67 581       | 100,00       | 67 574      | 100,00      |  |
| Abstentions    | Abstentions                 | Abstentions    | 22 872       | 33,84        | 19 810      | 29,32       |  |
| Votants        | Votants                     | Votants        | 44 709       | 66,16        | 47 764      | 70,68       |  |
| Blancs et nuls | Blancs et nuls              | Blancs et nuls | 1 900        | 4,25         | 1 400       | 2,93        |  |
| Exprimés       | Exprimés                    | Exprimés       | 42 809       | 95,75        | 46 364      | 97,07       |  |

#### Deuxième circonscription (Metz-Sud)
| Candidat       | Candidat                        | Parti          | Premier tour | Premier tour | Second tour | Second tour |  |
| Candidat       | Candidat                        | Parti          | Voix         | %            | Voix        | %           |  |
| -------------- | ------------------------------- | -------------- | ------------ | ------------ | ----------- | ----------- |  |
|                | Denis Jacquat sortant réélu     | UDF (PR)       | 13 978       | 32,82        | 21 182      | 44,77       |  |
|                | Marie-Thérèse Gansoinat-Ravaine | PS             | 10 895       | 25,58        | 18 627      | 39,37       |  |
|                | Jean-Marie Nicolay              | FN             | 9 151        | 21,48        | 7 499       | 15,85       |  |
|                | Jean-François Secondé           | MÉI            | 3 437        | 8,07         |             |             |  |
|                | Danielle Bori                   | PCF            | 1 833        | 4,3          |             |             |  |
|                | Thierry Schulz                  | LO             | 1 783        | 4,19         |             |             |  |
|                | Jean-François Caspard           | LDI (MPF)      | 1 516        | 3,56         |             |             |  |
|                |                                 |                |              |              |             |             |  |
| Inscrits       | Inscrits                        | Inscrits       | 69 766       | 100,00       | 69 766      | 100,00      |  |
| Abstentions    | Abstentions                     | Abstentions    | 24 978       | 35,8         | 20 957      | 30,04       |  |
| Votants        | Votants                         | Votants        | 44 788       | 64,2         | 48 809      | 69,96       |  |
| Blancs et nuls | Blancs et nuls                  | Blancs et nuls | 2 195        | 4,9          | 1 501       | 3,08        |  |
| Exprimés       | Exprimés                        | Exprimés       | 42 593       | 95,1         | 47 308      | 96,92       |  |

#### Troisième circonscription (Metz-Est)
| Candidat       | Candidat                        | Parti          | Premier tour | Premier tour | Second tour | Second tour |  |
| Candidat       | Candidat                        | Parti          | Voix         | %            | Voix        | %           |  |
| -------------- | ------------------------------- | -------------- | ------------ | ------------ | ----------- | ----------- |  |
|                | Jean-Louis Masson sortant réélu | RPR            | 11 164       | 27,54        | 22 580      | 53,45       |  |
|                | Marie-Anne Isler-Béguin         | Les Verts (PS) | 7 966        | 19,65        | 19 663      | 46,55       |  |
|                | Jacques Marchal                 | FN             | 7 494        | 18,49        |             |             |  |
|                | Nathalie Griesbeck              | Divers droite  | 5 873        | 14,49        |             |             |  |
|                | Daniel Delrez                   | IR             | 1 899        | 4,68         |             |             |  |
|                | Pierre Kugler                   | GÉ             | 1 762        | 4,35         |             |             |  |
|                | Jacques Maréchal                | PCF            | 1 423        | 3,51         |             |             |  |
|                | Étienne Hodara                  | LO             | 1 260        | 3,11         |             |             |  |
|                | Gabriel Crippa                  | Divers droite  | 856          | 2,11         |             |             |  |
|                | Stéphane Kiffer                 | LDI (CNIP)     | 838          | 2,07         |             |             |  |
|                |                                 |                |              |              |             |             |  |
| Inscrits       | Inscrits                        | Inscrits       | 67 042       | 100,00       | 67 040      | 100,00      |  |
| Abstentions    | Abstentions                     | Abstentions    | 24 601       | 36,69        | 22 024      | 32,85       |  |
| Votants        | Votants                         | Votants        | 42 441       | 63,31        | 45 016      | 67,15       |  |
| Blancs et nuls | Blancs et nuls                  | Blancs et nuls | 1 906        | 4,49         | 2 773       | 6,16        |  |
| Exprimés       | Exprimés                        | Exprimés       | 40 535       | 95,51        | 42 243      | 93,84       |  |

#### Quatrième circonscription (Sarrebourg)
| Candidat       | Candidat                       | Parti          | Premier tour | Premier tour | Second tour | Second tour |  |
| Candidat       | Candidat                       | Parti          | Voix         | %            | Voix        | %           |  |
| -------------- | ------------------------------ | -------------- | ------------ | ------------ | ----------- | ----------- |  |
|                | Aloyse Warhouver sortant réélu | Divers gauche  | 13 802       | 30,85        | 22 247      | 48,03       |  |
|                | Alain Marty                    | RPR            | 11 511       | 25,73        | 15 247      | 32,92       |  |
|                | Bernard Brion                  | FN             | 9 146        | 20,44        | 8 827       | 19,06       |  |
|                | Charles Trompette              | PS             | 4 361        | 9,75         |             |             |  |
|                | Daniel Béguin                  | Les Verts      | 2 753        | 6,15         |             |             |  |
|                | Danièle Hanryon                | LO             | 1 437        | 3,21         |             |             |  |
|                | Francisque Ravoire             | LDI (MPF)      | 932          | 2,08         |             |             |  |
|                | Céline Chamagne                | PCF            | 800          | 1,79         |             |             |  |
|                |                                |                |              |              |             |             |  |
| Inscrits       | Inscrits                       | Inscrits       | 65 837       | 100,00       | 65 835      | 100,00      |  |
| Abstentions    | Abstentions                    | Abstentions    | 18 831       | 28,6         | 17 337      | 26,33       |  |
| Votants        | Votants                        | Votants        | 47 006       | 71,4         | 48 498      | 73,67       |  |
| Blancs et nuls | Blancs et nuls                 | Blancs et nuls | 2 264        | 4,82         | 2 177       | 4,49        |  |
| Exprimés       | Exprimés                       | Exprimés       | 44 742       | 95,18        | 46 321      | 95,51       |  |

#### Cinquième circonscription (Sarreguemines)
| Candidat       | Candidat           | Parti          | Premier tour | Premier tour | Second tour | Second tour |  |
| Candidat       | Candidat           | Parti          | Voix         | %            | Voix        | %           |  |
| -------------- | ------------------ | -------------- | ------------ | ------------ | ----------- | ----------- |  |
|                | Hubert Roth        | RPR            | 12 026       | 27,08        | 22 487      | 49,73       |  |
|                | Gilbert Maurer élu | PS             | 9 962        | 21,75        | 22 732      | 50,27       |  |
|                | Jean-Louis Berger  | FN             | 8 814        | 19,85        |             |             |  |
|                | René Ludwig        | Divers droite  | 7 328        | 16,5         |             |             |  |
|                | Dominique Schenck  | GÉ             | 2 924        | 6,58         |             |             |  |
|                | Pierre Cristinelli | LDI (MPF)      | 2 056        | 4,63         |             |             |  |
|                | Fernand Beckrich   | PCF            | 1 603        | 3,61         |             |             |  |
|                |                    |                |              |              |             |             |  |
| Inscrits       | Inscrits           | Inscrits       | 71 603       | 100,00       | 71 595      | 100,00      |  |
| Abstentions    | Abstentions        | Abstentions    | 24 027       | 33,56        | 22 144      | 30,93       |  |
| Votants        | Votants            | Votants        | 47 576       | 66,44        | 49 451      | 69,07       |  |
| Blancs et nuls | Blancs et nuls     | Blancs et nuls | 3 163        | 6,65         | 4 232       | 8,56        |  |
| Exprimés       | Exprimés           | Exprimés       | 44 413       | 93,35        | 45 219      | 91,44       |  |

#### Sixième circonscription (Forbach)
| Candidat       | Candidat             | Parti          | Premier tour | Premier tour | Second tour | Second tour |  |
| Candidat       | Candidat             | Parti          | Voix         | %            | Voix        | %           |  |
| -------------- | -------------------- | -------------- | ------------ | ------------ | ----------- | ----------- |  |
|                | Roland Metzinger élu | PS             | 12 399       | 30,78        | 19 975      | 44,78       |  |
|                | Pierre Lang sortant  | UDF (PR)       | 12 121       | 30,09        | 17 762      | 39,82       |  |
|                | Pierre Balle         | FN             | 8 883        | 22,05        | 6 867       | 15,4        |  |
|                | Philippe Leick       | MÉI            | 2 594        | 6,44         |             |             |  |
|                | Paul Turlan          | PCF            | 1 662        | 4,13         |             |             |  |
|                | Pierre Varenne       | LO             | 1 540        | 3,82         |             |             |  |
|                | Jacques Raguccia     | LDI (MPF)      | 1 082        | 2,69         |             |             |  |
|                |                      |                |              |              |             |             |  |
| Inscrits       | Inscrits             | Inscrits       | 70 380       | 100,00       | 70 380      | 100,00      |  |
| Abstentions    | Abstentions          | Abstentions    | 27 842       | 39,56        | 24 161      | 34,33       |  |
| Votants        | Votants              | Votants        | 42 538       | 60,44        | 46 219      | 65,67       |  |
| Blancs et nuls | Blancs et nuls       | Blancs et nuls | 2 257        | 5,31         | 1 615       | 3,49        |  |
| Exprimés       | Exprimés             | Exprimés       | 40 281       | 94,69        | 44 604      | 96,51       |  |

#### Septième circonscription (Saint-Avold)
| Candidat       | Candidat                    | Parti          | Premier tour | Premier tour | Second tour | Second tour |  |
| Candidat       | Candidat                    | Parti          | Voix         | %            | Voix        | %           |  |
| -------------- | --------------------------- | -------------- | ------------ | ------------ | ----------- | ----------- |  |
|                | André Berthol sortant réélu | RPR            | 15 117       | 32,85        | 25 170      | 61,5        |  |
|                | Arthur Matecki              | FN             | 10 648       | 23,14        | 15 759      | 38,5        |  |
|                | Cécile Duppré               | PS             | 8 806        | 19,14        |             |             |  |
|                | Gilbert Poirot              | Les Verts      | 2 593        | 5,63         |             |             |  |
|                | Marc Boyer                  | PRS            | 2 092        | 4,55         |             |             |  |
|                | Jean-Claude Brem            | PCF            | 1 644        | 3,57         |             |             |  |
|                | Diane Bousset               | LO             | 1 564        | 3,4          |             |             |  |
|                | Jean-Paul Mantout           | Divers         | 1 182        | 2,57         |             |             |  |
|                | Pascal Mackowiak            | Divers         | 980          | 2,13         |             |             |  |
|                | Daniel Baeza                | LDI (MPF)      | 639          | 1,39         |             |             |  |
|                | Denis Koch                  | Divers droite  | 387          | 0,84         |             |             |  |
|                | Marcel Simon                | PLN            | 364          | 0,79         |             |             |  |
|                |                             |                |              |              |             |             |  |
| Inscrits       | Inscrits                    | Inscrits       | 73 988       | 100,00       | 73 987      | 100,00      |  |
| Abstentions    | Abstentions                 | Abstentions    | 24 713       | 33,4         | 25 556      | 34,54       |  |
| Votants        | Votants                     | Votants        | 49 275       | 66,6         | 48 431      | 65,46       |  |
| Blancs et nuls | Blancs et nuls              | Blancs et nuls | 3 259        | 6,61         | 7 502       | 15,49       |  |
| Exprimés       | Exprimés                    | Exprimés       | 46 016       | 93,39        | 40 929      | 84,51       |  |

#### Huitième circonscription (Fameck)
| Candidat       | Candidat              | Parti          | Premier tour | Premier tour | Second tour | Second tour |  |
| Candidat       | Candidat              | Parti          | Voix         | %            | Voix        | %           |  |
| -------------- | --------------------- | -------------- | ------------ | ------------ | ----------- | ----------- |  |
|                | Jean Kiffer sortant   | CNIP (RPR)     | 14 117       | 31,79        | 18 612      | 38,77       |  |
|                | Jean-Marie Aubron élu | PS             | 12 989       | 29,25        | 21 908      | 45,64       |  |
|                | Michelle Lhuillier    | FN             | 9 307        | 20,96        | 7 484       | 15,59       |  |
|                | Brigitte Renn         | Les Verts      | 3 068        | 6,91         |             |             |  |
|                | Vito Laricchiuta      | PCF            | 2 542        | 5,72         |             |             |  |
|                | Annick Jolivet        | LO             | 2 381        | 5,36         |             |             |  |
|                |                       |                |              |              |             |             |  |
| Inscrits       | Inscrits              | Inscrits       | 69 069       | 100,00       | 69 062      | 100,00      |  |
| Abstentions    | Abstentions           | Abstentions    | 22 301       | 32,29        | 19 329      | 27,99       |  |
| Votants        | Votants               | Votants        | 46 768       | 67,71        | 49 733      | 72,01       |  |
| Blancs et nuls | Blancs et nuls        | Blancs et nuls | 2 364        | 5,05         | 1 729       | 3,48        |  |
| Exprimés       | Exprimés              | Exprimés       | 44 404       | 94,95        | 48 004      | 96,52       |  |

#### Neuvième circonscription (Thionville)
| Candidat       | Candidat                         | Parti          | Premier tour | Premier tour | Second tour | Second tour |  |
| Candidat       | Candidat                         | Parti          | Voix         | %            | Voix        | %           |  |
| -------------- | -------------------------------- | -------------- | ------------ | ------------ | ----------- | ----------- |  |
|                | Jean-Marie Demange sortant réélu | RPR            | 14 538       | 36,78        | 21 909      | 52,12       |  |
|                | Bertrand Mertz                   | PS             | 9 139        | 23,12        | 20 125      | 47,88       |  |
|                | Guy Manoux                       | FN             | 6 923        | 17,51        |             |             |  |
|                | Catherine Secondé                | MÉI            | 2 722        | 6,89         |             |             |  |
|                | Dominique Méli                   | PCF            | 1 868        | 4,73         |             |             |  |
|                | Régis Liévrard                   | LO             | 1 411        | 3,57         |             |             |  |
|                | Paul Palz                        | Divers gauche  | 966          | 2,44         |             |             |  |
|                | Philippe Doublier                | LDI (MPF)      | 754          | 1,91         |             |             |  |
|                | Thérèse Rabatel                  | SÉGA           | 727          | 1,84         |             |             |  |
|                | Joseph Cardillo                  | MDC            | 479          | 1,21         |             |             |  |
|                |                                  |                |              |              |             |             |  |
| Inscrits       | Inscrits                         | Inscrits       | 66 765       | 100,00       | 66 765      | 100,00      |  |
| Abstentions    | Abstentions                      | Abstentions    | 25 232       | 37,79        | 22 368      | 33,5        |  |
| Votants        | Votants                          | Votants        | 41 533       | 62,21        | 44 397      | 66,5        |  |
| Blancs et nuls | Blancs et nuls                   | Blancs et nuls | 2 006        | 4,83         | 2 363       | 5,32        |  |
| Exprimés       | Exprimés                         | Exprimés       | 39 527       | 95,17        | 42 034      | 94,68       |  |

#### Dixième circonscription (Hayange)
| Candidat       | Candidat               | Parti          | Premier tour | Premier tour | Second tour | Second tour |  |
| Candidat       | Candidat               | Parti          | Voix         | %            | Voix        | %           |  |
| -------------- | ---------------------- | -------------- | ------------ | ------------ | ----------- | ----------- |  |
|                | Michel Liebgott élu    | PS             | 10 987       | 27,24        | 26 361      | 66,39       |  |
|                | Guy Alexandre          | FN             | 8 869        | 21,99        | 13 343      | 33,61       |  |
|                | Christiane Rolland-May | UDF (PR)       | 6 703        | 16,62        |             |             |  |
|                | Luc Corradi            | diss. PCF      | 4 831        | 11,98        |             |             |  |
|                | Lucien Schaefer        | PCF            | 4 344        | 10,77        |             |             |  |
|                | Bernard Thierry        | LO             | 2 118        | 5,25         |             |             |  |
|                | Patrick Quinqueton     | MDC            | 976          | 2,42         |             |             |  |
|                | Grégoire Kiffer        | LDI (CNIP)     | 780          | 1,93         |             |             |  |
|                | Albert Dal Pozzolo     | PT             | 719          | 1,78         |             |             |  |
|                |                        |                |              |              |             |             |  |
| Inscrits       | Inscrits               | Inscrits       | 66 843       | 100,00       | 66 832      | 100,00      |  |
| Abstentions    | Abstentions            | Abstentions    | 24 115       | 36,08        | 22 627      | 33,86       |  |
| Votants        | Votants                | Votants        | 42 728       | 63,92        | 44 205      | 66,14       |  |
| Blancs et nuls | Blancs et nuls         | Blancs et nuls | 2 401        | 5,62         | 4 501       | 10,18       |  |
| Exprimés       | Exprimés               | Exprimés       | 40 327       | 94,38        | 39 704      | 89,82       |  |